# Cryptachaea manzanillo
Cryptachaea manzanillo là một loài nhện trong họ Theridiidae.
Loài này thuộc chi Cryptachaea. Cryptachaea manzanillo được Herbert Walter Levi miêu tả năm 1959.